# Donzell
|  | Aquest article tracta sobre l'Artemisia absinthium. Vegeu-ne altres significats a «Donzell (desambiguació)». |

El donzell (Artemisia absinthium), és una espècie de planta amb flors del gènere Artemisia dins la família de les asteràcies, nativa d'Europa, el nord d'Àfrica i l'oest d'Àsia.
És un dels ingredients d'una beguda d'alta graduació alcohòlica, l'absenta.

## Noms populars i tradicionals
Addicionalment pot rebre aquests noms: absinti, donzell cultivat, punsell, encensos, herba de l'absenta, herba cuquera, herba dels verms, herba dels versos, herba santa i julivert bord.
Comparteix també els noms comuns amb l'artemísia: artemísia, artemisa, artemega, artemenya, altimira, altamira i alsamilla, 
També tingué les designacions següents: absinti, absinci, eixenç, eixenços o assensi.

## Morfologia

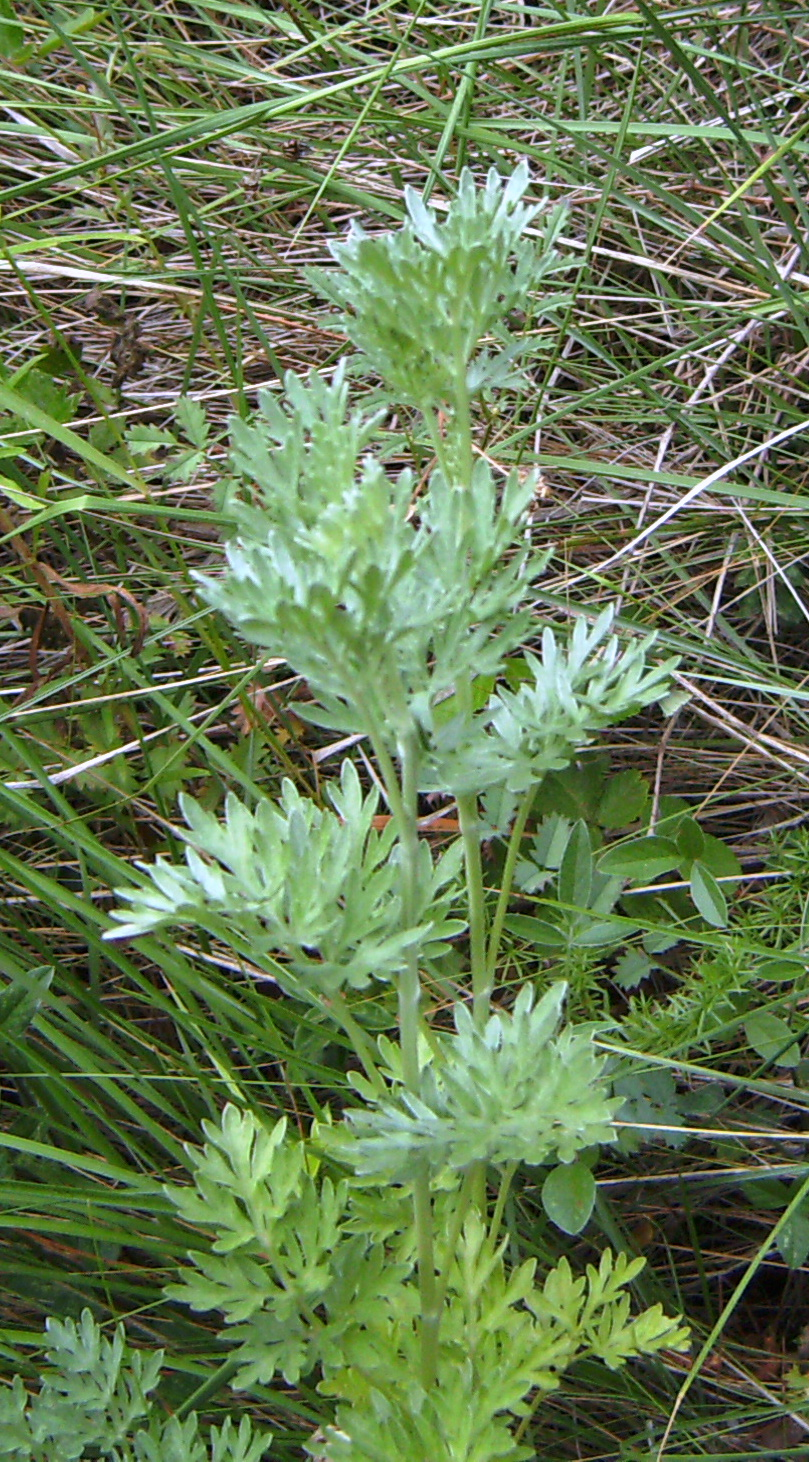
Donzell cultivat a la serra de Castelltallat, de llavors provinents de Finlàndia sembrades l'any 1996

És un camèfit, és a dir, una planta generalment llenyosa, amb les gemmes persistents situades sempre per sota els 40 cm d'alçària. És un arbust perenne que pot créixer des de 60 fins a 120 cm d'alçada; presenta una tija llenyosa i erecta amb multitud de fulles. La rel és fasciculada, car les rels secundàries creixen tant o més que la principal; a més, té una tija amb consistència llenyosa i ramificació monopòdica, ja que la ramificació té lloc a partir d'una tija principal de la qual s'originen tiges laterals.
Les fulles són alternes i pubescents en l'anvers i revers, cosa que li dona una textura sedosa. Les fulles de la part inferior són bipinnaticompostes o tripinnaticompostes, i les de la part superior simples. La mida de les fulles és d'1,5-5cm, amb els segments d'1,6 mm d'amplada, i són blanques i platejades-grisoses per les dues cares. La inserció a la tija és peciolada.
Presenta tricomes en forma de "T", situats a l'anvers i al revers. Són pèls pluricel·lulars formats per almenys tres cel·les, dues d'elles petites i una tercera que forma un cap ample i aixafat. A més, hi ha pèls tectors unicel·lulars i llargs, a part dels pèls secretors de la tija bicel·lular i cap pluricel·lular (de 2 a 4 cèl·les). Les bràctees són poc piloses i, en canvi, el receptacle n'és pilós.
Consta de flors internes hermafrodites i fèrtils, i també flors externes femenines. Es pot veure que té una inflorescència racemosa paniculada mirant cap avall i amb talls, generalment de 3-4 mm, i és una planta molt aromàtica. Els capítols són hemisfèrics, quasi globulars, plans per la part de dalt, grocs i penjants. L'androceu presenta cinc estams amb les anteres concrescents; el gineceu n'és ínfer, bicarpel·lar i presenta dos estigmes. El periant és de color groc i simètric. El fruit és la cípsela, un tipus d'aqueni que prové d'un ovari ínfer pluricarpel·lar.

## Taxonomia
Aquesta espècie va ser descrita per primer cop l'any 1753 a l'obra Species Plantarum de Carl von Linné.

### Sinònims
Els següents noms científics són sinònims d'Artemisia absinthium:
- Absinthium bipedale Gilib.
- Absinthium majus Garsault
- Absinthium officinale Brot.
- Absinthium vulgare Lam.
- Artemisia absinthia St.-Lag.
- Artemisia absinthium var. insipida Stechm.
- Artemisia albida Willd. ex Ledeb.
- Artemisia arborescens var. cupaniana Chiov.
- Artemisia arborescens f. rehan (Chiov.) Chiov.
- Artemisia baldaccii Degen
- Artemisia doonense Royle
- Artemisia inodora Mill.
- Artemisia kulbadica Boiss. & Buhse
- Artemisia pendula Salisb.
- Artemisia rehan Chiov.
- Artemisia rhaetica Brügger

## Ecologia

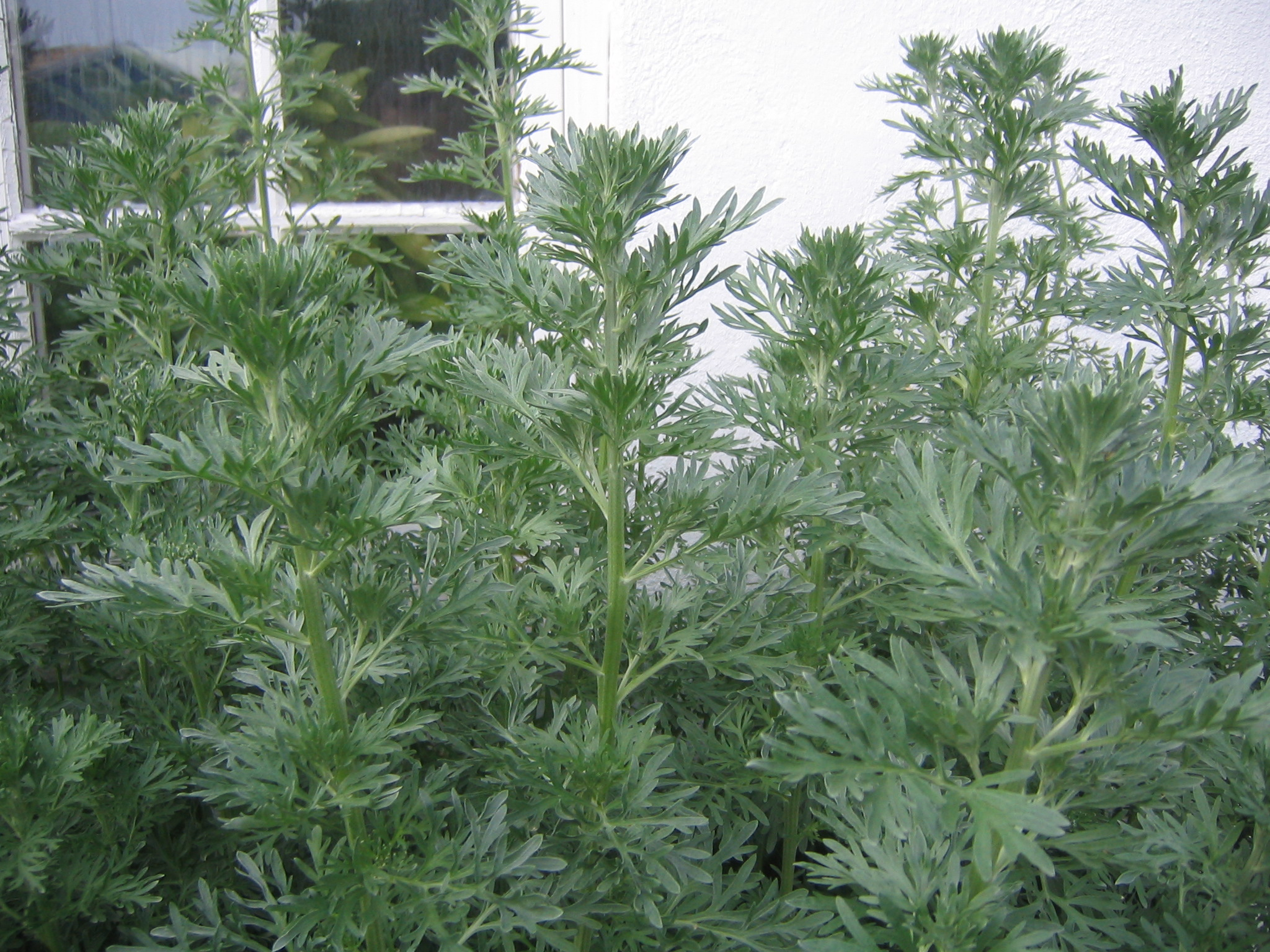
Brots de donzell

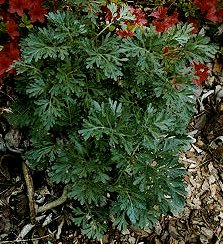
Donzell

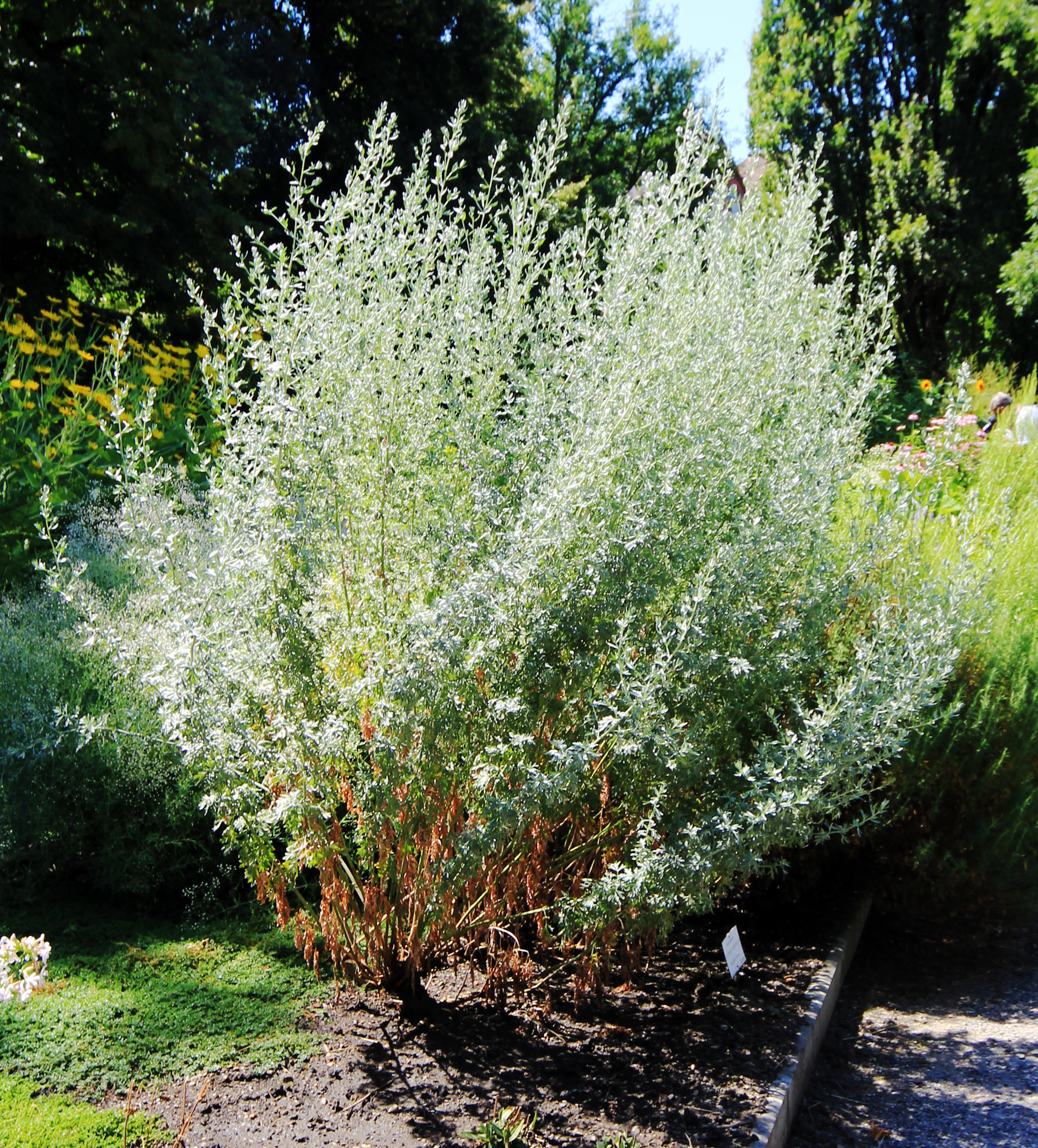
Mata de donzell

És espontània al nord d'Àfrica (Algèria i Marroc), Àsia tropical (a l'Índia, per exemple a Jammu i Caixmir), l'oest d'Àsia (l'Afganistan, Iran i Turquia, Sibèria, el Kazakhstan, Kirguizstan, Tadjikistan i Turkmenistan), nord d'Europa (Dinamarca, Finlàndia, Irlanda, Regne Unit, Noruega i Suècia), Europa central (Àustria, Bèlgica, Txecoslovàquia, Alemanya, Hongria, Polònia, Països Baixos i Suïssa), l'est d'Europa (Belarús, Estònia, Letònia, Lituània, Moldàvia, Federació Russa i Ucraïna), al sud-est d'Europa (Albània, Bulgària, Grècia, Itàlia, Romania, Iugoslàvia), al sud-oest d'Europa (França, Portugal i península Ibèrica). Però en l'actualitat és possible trobar-la en quasi tot el món a causa de la facilitat del seu cultiu.
Pel que fa a Catalunya, prolifera en comarques marítimes (de la Selva de Montsià); referent al País Valencià, es troba en comarques d'hivern temperat com la Plana Alta o la Costera. I a les Illes Balears és cultivada i és subespontània en tota la zona. D'altra banda, també prolifera als Pirineus, a la serra de Guadarrama, etc. És típica d'herbassars secs dels estatges montà i subalpí; és molt rara al Montseny, però no a les Guilleries ni als Ports de Beseit. Es troba en contrades mediterrànies marítimes d'hivern temperat, també en roques, gleres i terres sense cultivar.

## Època de collita
Les tiges i les fulles, tot l'any. Els botons florals, des de la darreria de la primavera fins a mig estiu, quan les flors estan a punt d'obrir-se. Per a conservar-les cal deixar-les assecar.
És cultivada com a ornamental entre els mesos de juny i setembre, i més o menys subespontània als voltants de les residències humanes.

## Farmacologia
La part utilitzada o droga són les fulles i les summitats floríferes dessecades.
La seva composició química és la següent:
la planta conté de 0,2% a 0,5% d'un oli essencial de color verdós o blavós (segons les seves característiques) i un fort gust amarg. S'hi han identificat, entre d'altres, aquests constituents: alfa- i beta-tujona (0,35%), cis-ocimen, camfè, pinè, felandrè, acetat de sabinil i de crisantenil; sesquiterpens com xamazulè (0,17%), cariofilè, bisabolè, cadinè.
D'altra banda, conté lactones sesquiterpèniques com ara l'aquilicina; guaianòlilds com absintina, artabasina, anabsina, anabsinina, anabsintina, artibina, matricina; germacranòlids com quetopelenòlids.
A més a més, conté flavonoides, artemisetina, artemetina, isoquercitrina, rutina, glucòsids de patuletina, isoramnetina, quercitrina. Un 4.5-7,0% són tanins i també hi ha àcids fenòlics derivats de l'àcid cinàmic i àcids clorogènic i paracumàric.
Artemisia absinthium s'utilitza en casos d'anorèxia (ja que té acció orexigena), per a la dispèpsia i els seus símptomes: plenitud gàstrica, aerofàgia, flatulències, espasmes abdominals; per a les afeccions biliars com dispèpsia biliar, discinèsia biliar, litiasi biliar, colelitiasi. Tradicionalment, es feia servir per a trastorns gàstrics, dismenorrea, febre, infeccions parasitàries com teniasi, ascaridiasi...; per a l'amenorrea i lesions i úlceres cutànies o picades d'insectes, otitis i cremades (mitjançant un ús tòpic).
La planta és utilitzada en medicina com a estimulant i vermífuga. A més, té acció orexígena, és a dir, estimula la gana, i té efecte digestiu, ja que estimula les papil·les gustatives i, per un efecte reflex, augmenten la producció de sucs intestinals que et fan sentir gana i digereixen bé l'aliment un cop pres. Temps enrere se n'utilitzaven decoccions per a "desinflar" les vaques que patien d'aerofàgia. També és antiespasmòdic, relaxa el múscul llis, i estimulant nerviós a causa de la tujona. Finalment, fa de protector hepàtic i encara se n'estudia actualment el perquè.

## Toxicitat i contraindicacions
Artemisia absinthium és tòxica a grans dosis. No és recomanable prendre'n l'oli essencial per via interna, ja que és altament tòxic, tot i que aquesta planta en té poca quantitat.
La intoxicació es manifesta amb espasmes gastrointestinals, vòmits, retenció d'orina per l'afectació renal, vertigen, cefalea, tremolors i convulsions. També pot tenir efectes secundaris com reaccions d'hipersensibilitat o dermatitis per contacte, a aquelles persones sensibles. L'ús prolongat d'absenta, la beguda alcohòlica, produeix un símptoma que és l'absintisme, que es caracteritza per trastorns nerviosos, gàstrics i hepàtics, per la qual cosa el seu consum en molts països com Alemanya, Bèlgica o Suïssa és prohibit i a l'estat espanyol n'és regulada la venda.
No es recomana a gent amb hipersensibilitat al medicament o a altres espècies de la família Compositae, tampoc a gent que prengui fàrmacs antiepilèptics, ja que en disminuiria l'efecte, ni a les dones embarassades o que acaben de tenir un fill, ja que es creu que té un efecte estrogènic amb el qual podria haver-hi avortaments espontanis i malmetre la llet materna (a causa de les neurotoxines). Finalment, com que no se sap del tot l'eficàcia ni la seguretat sobre els infants, tampoc hi és recomanable, però si s'ha d'utilitzar, cal prendre les dosis adequades, ja que els olis essencials poden resultar tòxics i convulsius. Pot afectar substancialment la capacitat de conduir o manipular maquinària i, per tant, cal evitar-la fins que se sàpiga amb gran certesa que el tractament no els afecta de manera adversa.

## Formes de consum
El seu sabor amargant li confereix un caràcter molt aperitiu, és per això que s'empra per a elaborar el vermut, nom alemany de l'absenta, i altres licors amb propietats digestives i aperitives.

### Elaboració de begudes
Artemisia absinthium s'utilitza també per a l'elaboració de licors, com l'absenta, el vermut, etc. L'excés d'aquests licors pot provocar trastorns, convulsions, malsons, tremolors, etc. El licor conegut amb el nom de donzell es fa amb aquesta i altres herbes.
L'absenta és una beguda destil·lada a partir d'herbes, principalment Artemisia absinthium, anís verd i fonoll, amb contingut alcohòlic molt alt (fins a 89,9°) i un gust semblant a l'anís. A més, conté una substància al·lucinògena, procedent dels olis essencials de l'Artemisia, la tujona.
Es va crear a Suïssa, però es va fer popular a França a meitat del segle xix entre els artistes i escriptors romàntics de l'època, es convertí així en la imatge principal del moviment bohemi. Del seu nom científic, aquest licor va heretar la identitat en francès, "Absinthe", i va ser batejada la "Fée Verte" (la fada verda). La van prohibir en alguns estats d'Europa i als Estats Units (aproximadament l'any 1915), pels poders al·lucinògens que li van ser atribuïts. Actualment, l'absenta només és prohibida en alguns estats dels EUA.
Tradicionalment, l'absenta se servia en un got de vidre i s'utilitzava una cullera amb orificis on es col·locava el terròs de sucre, aleshores se servia en una gerra amb aigua freda que s'utilitzava per a diluir l'absenta i desfer el sucre: convertia el licor verdós del principi en una barreja blanca anomenada "louche". Sobre aquest licor hi ha moltes històries dels seus bevedors, com la que diu que el famós pintor Van Gogh, ebri d'absenta, es va tallar l'orella; o una altra que assegura que després de la prohibició de l'absenta, un camperol suís va matar la seva dona i els seus dos fills. A més, l'absenta apareix en nombroses pel·lícules i cançons.
A part de l'elaboració de begudes, Artemisia absinthum s'utilitzava antigament com a insecticida contra les arnes de la roba i en la fabricació de la cervesa per a substituir el llúpol.

## Cultiu
Artemisia absinthium prospera bé en clima temperat, té bona resistència al fred i a la sequera, cosa que en facilita granment el cultiu. Creix en terres de consistència mitjana, en els argilencs calcaris, sílics argilencs, lleugers i profunds, que siguin secs.
La multiplicació se'n pot donar per llavors, per estaques i per divisió de mates.
Se sembra a la fi de l'hivern o a la primeria de la primavera. Les llavors d'aquesta planta són molt petites, i per això és convenient barrejar-les amb una mica de terra i dispersar-les superficialment per la terra. Durant l'estiu, hom cull la planta un cop els capítols florals s'han obert o estan a punt d'obrir-se.
Com en tota mena de cultiu, s'ha de tenir molta cura amb el reg, l'eliminació de males herbes i el control de les formigues.

## Absentaen la cultura
El terme absenta és present en l'Apocalipsi, 8-10: "Tocà el tercer àngel i un astre gegantí, encès com una torxa, es va desplomar damunt la tercera part dels rius i de les fonts de les aigües. Aquest astre es diu Absenta, i la tercera part de les aigües es van tornar tan amargues que molta gent en va morir".
En ucraïnès, i també en rus, Txernòbil vol dir 'absenta'.